# Miopatia

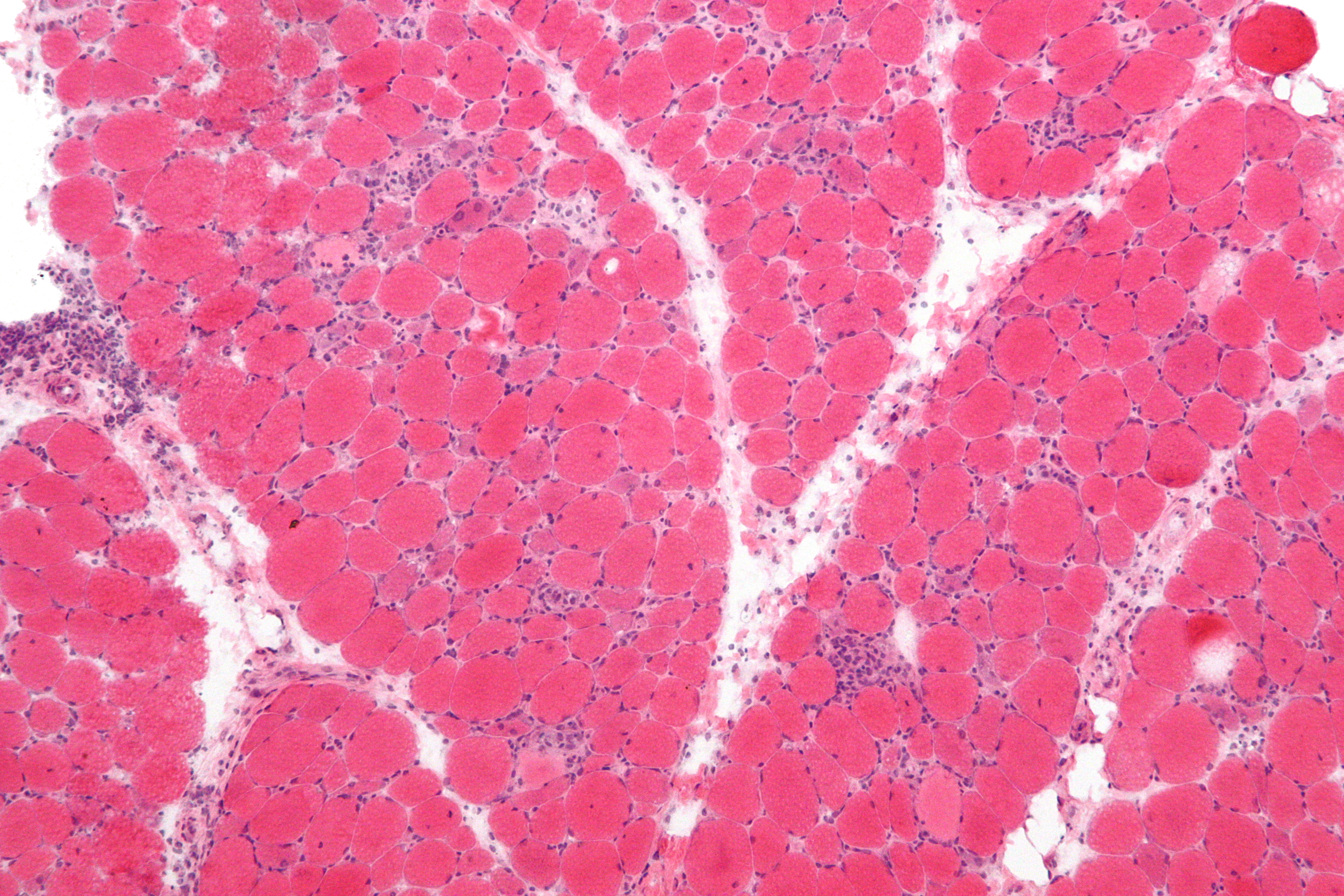
Dermatomiosite.

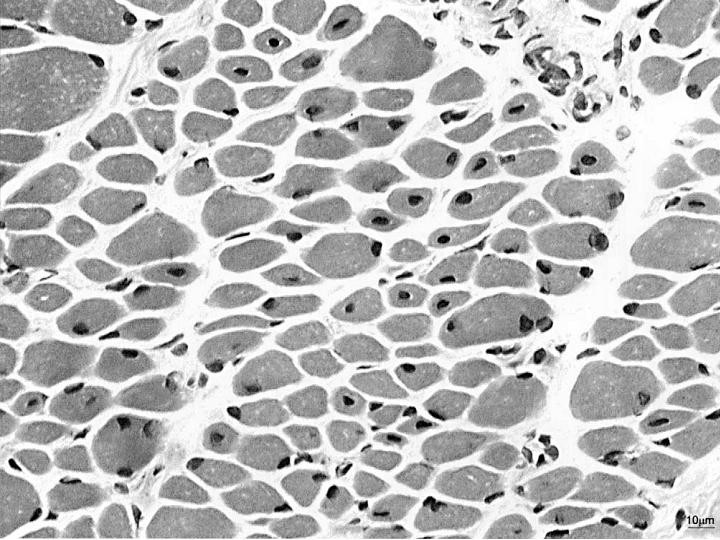
Miopatia miotubular

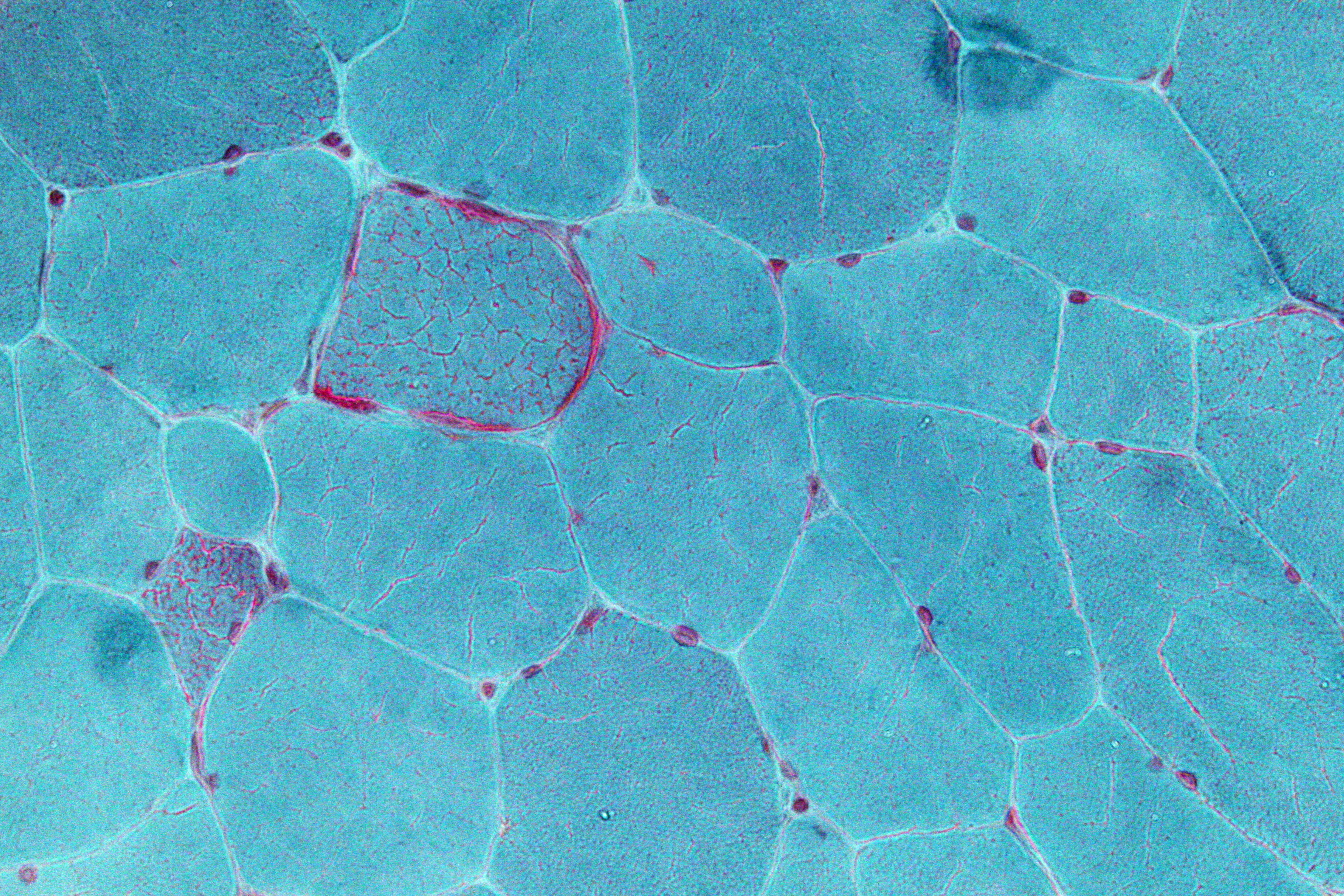
Miopatia mitocondrial

Miopatia (do grego μυοπάθεια, myo=músculo, pátheia=padecença, doença) é designação genérica das afecções e doenças musculares em que as fibras musculares não funcionam em muitas vezes, o que resulta em fraqueza muscular. Cãibras musculares, rigidez, espasmo, tetania e o "manobrismo do levantar" são sintomas e sinais associados à miopatia. 

## Tipos de Miopatia
- (M33.0) Miopatias Inflamatórias Adquiridas
  - Polimiosite
  - Dermatomiosite
  - Miosite por corpúsculos de inclusão
- (G71.0) Distrofia muscular
  - Distrofia muscular benigna (Becker)
  - Distrofia muscular escápulo-peronial benigna com contraturas precoces (Emery-Dreifuss)
  - Distrofia muscular distal
  - Distrofia facio-escápulo-umeral
  - Distrofia muscular cinturas escapular e pélvica
  - Distrofia muscular ocular
  - Distrofia muscular óculo-faríngea
  - Distrofia muscular escápulo-peronial
  - Distrofia muscular grave (Duchenne)
- (G71.1) Transtornos miotônicos
  - Distrofia miotônica (Steinert)
  - Miotonia condrodistrófica
  - induzida por drogas
  - Miotonia sintomática
  - Miotonia congênita SOE
  - Miotonia congênita dominante (Thomsen)
  - Miotonia congênita recessiva (Becker)
  - Neuromiotonia (Isaacs)
  - Paramiotonia congênita
  - Pseudomiotonia
  - Síndrome de Schwartz-Jampel
- (G71.2) Miopatias congênitas
  - Doença da parte central (“central core disease”)
  - Distrofia muscular congênita SOE
  - Miopatia miotubular (centronuclear)
  - Desproporção dos tipos de fibras
  - Doença do tipo “minicore”
  - Doença do tipo “multicore”
  - Distrofia muscular congênita com anormalidades morfológicas específicas das fibras musculares
  - Miopatia nemalínica
- (G71.3) Miopatia mitocondrial não classificada em outra parte
- (G72) Outras miopatias
  - (G72.0) Miopatia induzida por drogas
  - (G72.1) Miopatia alcoólica
  - (G72.2) Miopatia devida a outros agentes tóxicos
  - (G73.4) Miopatia em doenças infecciosas e parasitárias classificadas em outra parte
  - (G73.5) Miopatia em doenças endócrinas
  - (G73.6) Miopatia em doenças metabólicas
  - (G73.7) Miopatia em outras doenças classificadas em outra parte

## Diagnóstico
O diagnóstico é baseado na clínica, dosagem de enzimas musculares e exame do DNA. Quando o exame do DNA não detecta as deleções, que são as alterações mais comuns do gene, realiza-se então a biopsia de músculo com estudo da distrofina por meio de métodos imunoistoquímicos. Embora não haja um tratamento específico, o uso de deflazacort na dosagem de 1 a 1,5 mg/Kg/dia V.O. tem apresentado aumento no tempo de deambulação dos pacientes. Obtém também diagnóstico a partir do exame eletromiógrafo ou eletroneuromiógrafo. 

## Tratamento
Os diferentes tipos de miopatias são causadas por diversas maneiras, não existe um tratamento único para todas as miopatias. Os tratamentos vão desde o tratamento dos sintomas muito específicos tratamentos de segmentação. A terapia medicamentosa, fisioterapia, a cirurgia, massagens, e até mesmo acupuntura são os tratamentos atuais para uma variedade de miopatias.
O tratamento é sintomático da miotonia e fisioterapia. Nos procedimentos cirúrgicos deve-se evitar o uso de succinilcolina devido a piora da miotonia. O relaxante muscular de escolha deve ser a d-tubocurarina. O tratamento cirúrgico para correção das deformidades, dentre elas as retrações articulares permanentes e escoliose, dependerá da causa da miopatia e do seu prognóstico.
A avaliação cardiológica e respiratória é essencial em todos os casos de miopatia, pois muitas distrofias musculares são acompanhadas de comprometimento também do músculo cardíaco e redução da capacidade vital.                        
As miopatias podem ser tratadas com o uso de mexiletina, sulfato de quinino, procainamida, fenitoína, ou carbamazapina.